# Setodes akalanka
Setodes akalanka är en nattsländeart som beskrevs av Schmid 1987. Setodes akalanka ingår i släktet Setodes och familjen långhornssländor. Inga underarter finns listade i Catalogue of Life.